# (34997) 1978 OP
1978 OP (asteroide 34997) é um asteroide da cintura principal. Possui uma excentricidade de 0.15986840 e uma inclinação de 14.83423º.
Este asteroide foi descoberto no dia 28 de julho de 1978 por Perth Observatory em Bickley.